# 船橋市立金杉台小学校
船橋市立金杉台小学校（ふなばししりつ かなすぎだいしょうがっこう）は、千葉県船橋市金杉台二丁目にある公立小学校。